# Après l’amour
Après l’amour ist ein 14-zeiliges Gedicht von Durs Grünbein aus seinem zweiten Lyrikband „Schädelbasislektion“ (1991). Es beschreibt den Körper nach dem Geschlechtsverkehr und die dadurch aufkommende Sehnsucht nach Liebe.

## Form
Wie im Gedicht selbst erwähnt, ist Après l’amour ein Rondeau, obwohl es sich nicht strikt an die von Villon geprägte Form hält. Zum einen ist nur ein Reim in den letzten zwei Strophen enthalten (Ziel/Stil), zum andern bilden die ersten zwei Worte nicht den Refrain. Des Weiteren sind weder ein einheitliches Metrum noch ein klares Versmaß vorhanden.

## Interpretation
Durch die Betrachtung des Inhalts aber wird das Rondeau offensichtlich: Nach dem Sex haben die Körperteile wieder Platz, sie können sich entspannen und schlafen, doch der „Schmerz des Lebendigseins“ kehrt bald zurück. Deshalb geht es auch nicht lange, bis der Tanz von Neuem beginnt. Dieser zyklische Ablauf entspricht dem eines Rondeaus. So wird „Après l’amour“ auch als „die erste Endlosschleife in der erotischen Lyrik deutscher Zunge“ bezeichnet.

## Aufbau
Das Gedicht ist so aufgeteilt, dass in den ersten sieben Zeilen die Erschöpfung aufgezeigt wird und die folgenden sieben Zeilen die erneut aufflammende Lust beschreiben. Dazwischen wird in einem Satz der Übergang beider Zustände dargestellt, der die beiden Gedichtteile zusammenhält. Unterstützt wird dieser Effekt durch die große Ähnlichkeit der ersten und letzten Zeile, welche das Gedicht so zu umarmen scheinen.
Grünbein spielt mit Kontrasten, wechselt im Gedicht zwischen Anspannung und Entspannung, körperlicher und seelischer Liebe sowie Leben und Tod. So wird das Leben als anstrengend und als Schmerz beschrieben, welcher nur durch Sex gedämpft werden kann, was eine Anspielung auf den französischen Begriff petite mort (kleiner Tod / Orgasmus) darstellt. Gepaart mit den genauen Beschreibungen entsteht dadurch ein genaues Bild des Aktes.